# Otanche
Otanche es un municipio colombiano ubicado en la provincia de Occidente en el departamento de Boyacá.

## Toponimia
El nombre del municipio «Otanche» es un término que procede de los Muzos, pueblo amerindio de origen Caribe que ocupaba la región antes de la llegada de los españoles y su significado es «pueblo de indios».

## Historia
En la época de la conquista española el territorio estaba habitado por los muzos un grupo nativo perteneciente a la familia Caribe, quienes fueron derrotados tras una larga lucha en 1559 por el conquistador español Luis Lancheros quien ya había sido derrotado en 1538. El gobierno de Colombia por medio de las Leyes 10 de 1883 y 68 de 1890, cedió al departamento el derecho sobre 100 000 hectáreas de terrenos baldíos en el Territorio Vásquez, iniciándose así la colonización del actual territorio del municipio. En 1932, la gobernación de Boyacá solicitó al Ministerio de Hacienda la concesión de 35 076 hectáreas adicionales, adyacentes a las anteriormente concedidas, hecho que se hizo efectivo hasta 1953. Durante la dictadura de Gustavo Rojas Pinilla, se reconoció al departamento la posesión de estos terrenos, realizándose la delimitación correspondiente. En manos del departamento de Boyacá, se solicitó al extinto Instituto Colombiano de la Reforma Agraria (INCORA) la demarcación de los terrenos. Fundado en el año 1915 por los hermanos Silvano y Federico Buitrago García y erigido como municipio mediante ordenanza n.º 40 del 17 de noviembre de 1960.

## Geografía
El municipio de Otanche se encuentra en las estribaciones de la cordillera Oriental en dirección al valle del Río Magdalena, en el occidente del departamento de Boyacá. La mayor parte del territorio se encuentra en zona tropical húmeda de topografía irregular, los principales puntos geográficos son: la serranía de las Qinchas, el alto del Cuy, el mojón de Sevilla y los cerros de Animatum y el Carcha entre otros. Hidrográficamente hace parte de la cuenca del Magdalena medio por medio de su tributarios, los ríos Minero, Moraz o Quirche o Guaguaquí, el que más adelante desemboca en el Magdalena como el río Negro. Las quebradas importantes son: Los Mártires, La Cobre, Tambrías, Agua Amarilla, Agua Blanca, Nacuamás, Turuturú y La Mincher.
Datos geográficos:
- Población: 10 788 hab
- Cabecera: 3 859
- Resto: 6 929
- Densidad de población: 21 hab/km²
- Extensión total: 512 km²
- Extensión área urbana: 1 km²
- Extensión área rural: 511 km²
- Altitud de la cabecera municipal (metros sobre el nivel del mar): 1050
- Temperatura media: 20 °C a 28 °C
- Distancia de referencia: 96 a la ciudad de Chiquinquirá

### Límites municipales
Otanche está delimitado por varios municipios de su departamento, de Santander y de Cundinamarca.
| Noroeste: Bolívar ( Santander)                   | Norte: La Belleza ( Santander) (Río Minero) | Nordeste: Florián ( Santander), Pauna (Río Minero) |
| Oeste: Puerto Boyacá (Ruta Nacional 60)          |                                             | Este: San Pablo de Borbur                          |
| Suroeste: Yacopí ( Cundinamarca) (Río Guaguaquí) | Sur: Quípama                                | Sureste: Muzo                                      |

## División Político-Administrativa
Su Cabecera municipal, se encuentra dividido en los barrios: Acapulco, Centro, El Bosque, El Carmen, El Danubio, Porvenir.
Otanche tiene bajo su jurisdicción los siguientes Centros poblados:
- Betania
- Buenavista
- Buenos Aires
- Pizarra
- San José de Nazareth

#### Veredas
Además, el municipio está compuesto con las siguientes veredas:
Altazor, Altosano, Buzal, Cambuco, Camilo, Cartagena, Centro, Chaquipay, Cobre Neiva, Cocos, Cortaderal, Curubita, El Carmen, El Encanto, El Mirador, El Oasis, El Ramal, El Roble, La Cunchala, La Cunchalita, La Florida, La Laguna, La Laja, La Llano, La Ye, Las Quinchas, Los Bancos, Manca, Palenque, Pénjamo, Platanillal, Sabripa, Samal, San Antonio, San Pablal, San Vicente, Sevilla, Tapaz del Quipe, Teusaquillo.

## Ecología
Se propone un área de protección absoluta que pretende conservar la fauna, flora y cuencas hídricas con un alto potencial para el ecoturismo siendo estas áreas: la Serranía de Las Quinchas, el Alto del Cuy, la Laguna de Leticia, el alto del Mirador, el alto de Currucha, el cerro de Cortaderal, el alto del Roble, el cerro de Carena, el cerro de La Alegría, la loma del Águila, la loma Los Micos, el cerro del Morrocoy, el alto del Coco, la loma La Imagen, el cerro Camposanto, el cerro Arrancaplumas, el cerro Altazor, el alto de Cartagena, el alto de Cruces, el alto El Guala y la cueva de la quebrada Las Cacas.

## Economía
Tradicionalmente la minería ha sido una actividad económica de los habitantes del municipio, especialmente por la extracción de esmeraldas y carbón. Otras actividades económicas del municipio destacadas son la agricultura y la ganadería.
El municipio cuenta con los siguientes recursos naturales:
Materiales de construcción: Materiales de construcción, relleno y afirmado de carreteras y mezclas en concreto ubicadas en vereda Centros, Camilo, Palenque, Cunchalita y El Carmen.
Carbón: se encuentran los tipos coquizable y antracitas en las veredas de Camilo, El Carmen, Buzal, Teusaquillo, Pénjamo, La Laja y Curubita.
Esmeraldas: el municipio se cuenta entre de las principales zonas productoras de esmeralda de la nación, su explotación es muy limitada debido a los altos costo y difícil acceso. Las explotaciones se localizan en las veredas Altosano, Sábripa, La Llano, Buzal, Platanillal, El Encanto, La Sierra, Cortaderal, Cambuco entre otras.
Cobre: faltan estudios de exploración, pero los habitantes de la zona han encontrado pequeñas cantidades que indican sus potenciales yacimientos en la vereda Sevilla y Sábripa.

## Turismo
Los sitios turísticos más importantes del municipio de Otanche son:
- Cascada el Hilo: Muestra de las fuentes hidrográficas del municipio.
- Cavernas Las Cacas: Caverna de aproximadamente 100 metros de longitud con techo de estalactitas, habitada por murciélagos y unas aves llamadas «cacas» (por esta razón el nombre).
- Laguna de Leticia: Laguna con una pequeña isla en el centro.
- Laguna el Bálsamo: Laguna formada hace 90 años con la caída de agua lluvia, tiene 100 metros de larga y 40 metros de ancha. Su profundidad es de 7 a 8 metros, en ella se encuentra tilapia, carpa, mojarra y tortugas).laguna el ocho llamada así por su forma de 8
- Quebrada La Cobre: Principal fuente hídrica del municipio, recorre varios kilómetros.
- Serranía de las Quinchas: La Reserva Forestal las Quinchas corresponde a una amplia zona en el sector noroccidental de Cundinamarca, Boyacá y el sur-occidente de Santander con un área de aproximada de 30.000 hectáreas. Tiene gran importancia, por la variedad de fauna y flora con existencia de toda clase de especies endémicas como: anfibios, reptiles, mamíferos y aves. Es considerada como la segunda reserva de biodiversidad más grande de Latinoamérica, justo después de Amazonas. 24.000 hectáreas son de selva virgen, dentro de las zonas exploradas hay lugares de gran belleza natural, perfectas para visitar, conocer, fotografiar y admirar. Para los fanáticos del ecoturismo y el yoga, este lugar se convierte en uno de los nuevos puntos de referencia mundial para visitar por su incomparable hermosura, animales exóticos, mezcla de colores, amaneceres increíbles, atardeceres espirituales y escenarios llenos de magia, color y horizontes infinitos entre montañas y llanura.